# Bycanistes
Bycanistes és un gènere d'ocells de la família dels buceròtids (Bucerotidae). Aquests calaus habiten la selva humida africana. Aquest gènere conté 7 espècies:
- calau cuixablanc (Bycanistes albotibialis).
- calau galtaargentat (Bycanistes brevis).
- calau trompeter (Bycanistes bucinator).
- calau galtabrú (Bycanistes cylindricus).
- calau xiulador occidental (Bycanistes fistulator).
- calau xiulador oriental (Bycanistes sharpii).
- calau galtagrís (Bycanistes subcylindricus).